# Łatno
Łatno [ˈwatnɔ] (deutsch Altendorf) ist ein Dorf in der Gmina Brojce in der polnischen Woiwodschaft Westpommern. Es liegt vier Kilometer nördlich von Brojce, 14 Kilometer nordöstlich von Gryfice und 82 Kilometer nordöstlich von Stettin.
Im Jahre 1910 wurden im Gutsbezirk Altendorf 56 Einwohner gezählt. Später wurde Altendorf in die benachbarte Landgemeinde Dargislaff eingemeindet und gehörte mit dieser bis 1945 zum Landkreis Greifenberg i. Pom. in der preußischen Provinz Pommern.